# I quattro dell'apocalisse
I quattro dell'apocalisse è un film del 1975, diretto da Lucio Fulci e interpretato da Tomas Milian e Fabio Testi.
Il film è stato uno tra i 32 film scelti per la retrospettiva dedicata agli spaghetti-western durante la mostra internazionale d'arte cinematografica di Venezia del 2007.

## Trama

La strage di Salt Flat

Stubby, un baro professionista, giunge a Salt Flat. Lo sceriffo però, non lasciandosi corrompere, gli brucia tutti i mazzi di carte truccati e lo mette in cella insieme a Bunny, una prostituta incinta, Bud, un nero che dice di parlare con i morti, e Clem, un alcolista. La sera stessa però, in città avviene un vero e proprio massacro: col beneplacito dello sceriffo, una banda incappucciata di fanatici religiosi compie una strage di tutti i cittadini 'dediti al vizio' del paese, indiscriminatamente. La mattina dopo, lo sceriffo dopo aver sbeffeggiato i defunti con un cinico discorso e dissertazioni varie, libera i quattro prigionieri (ma solo dopo aver estorto 1000 dollari a Stubby) e fornisce al gruppo un carretto per raggiungere la città più vicina.
I quattro iniziano così il loro viaggio, e nonostante le prime incomprensioni si stabilisce un rapporto d'amicizia nel gruppo. Sulla strada incontrano una carovana di cristiani (Stubby chiede: "Mormoni?" e l'altro risponde: "No : la chiesa felice del Cristo vivente") che offre loro un po' di cibo. Qui Stubby recita la parte del marito di Bunny, per far meglio accettare una ragazza incinta ai cristiani. L'indomani però le loro strade si dividono. Nel loro viaggio il gruppo incontra un messicano, Chaco, che si unisce a loro, dicendo di essere stato depredato dai banditi.

Bud nudo nel cimitero mentre parla con i morti

Ben presto però si scopre quello che tutti sospettavano: degli uomini di legge stanno inseguendo Chaco per catturarlo, ma questi li uccide tutti. Uno di questi resta solo ferito nello scontro, ma Chaco anziché graziare l'uomo inerme o finirlo subito, lo tortura sadicamente a morte di fronte agli occhi attoniti e increduli del quartetto. La notte Chaco offre del peyote ai quattro e, approfittando del loro stato di incoscienza, dileggia Clem, obbligandolo a comportarsi come un cane in cambio di un po' d'alcool, lega Bud e Stubby e violenta Bunny, credendola la moglie di Stubby. Clem alla fine si ribella, ma Chaco gli spara in una gamba, ruba carro e cavalli e scappa via. I quattro si rimettono in cammino a piedi ma rischiano quasi di ricapitare tra le grinfie del bandito. Chaco però devia, riconoscendo a terra le tracce di una carovana. I quattro corrono anche loro in quella direzione, ma trovano soltanto i resti della razzia avvenuta: la carovana completamente distrutta e gli uomini di chiesa tutti uccisi. 
Continuando sulla strada trovano una città fantasma, e decidono di cercarvi riparo per la notte. Qui Clem muore per la ferita alla gamba, ma prima, chiede a Stubby e a Bunny di fare l'amore, in modo che almeno al suo funerale, qualcuno sia felice. Bud decide di seppellirlo.

La strage alla carovana dei mormoni

Dopo un po' Bud torna con un pezzo di carne, dicendo di aver ucciso un grosso animale. La città fantasma però non fa bene a Bud, e i suoi squilibri sono amplificati dall'aura di morte che aleggia tutt'intorno. La mattina dopo Stubby scopre la macabra verità: in realtà Bud non aveva seppellito Clem, ma gli aveva strappato un pezzo di carne, la stessa carne di cui si erano cibati la sera prima. Bunny e Stubby così decidono di lasciare Bud in città, con i suoi morti, dato che il suo squilibrio era ormai troppo avanzato.
A piedi e stremati dalla fatica raggiungono una città di minatori, dove Bunny partorisce, ma muore subito dopo il parto. Stubby, che oramai si era innamorato, ricambiato, della sua compagna di avventure, lascia il bambino alle amorevoli cure dei rudi minatori e riparte con quello che i gentili uomini della città gli forniscono. A sera trova un cascinale, e nota fuori legato il carro che gli aveva dato lo sceriffo prima di lasciare Salt Flat. Capisce quindi che Chaco è lì dentro e decide di vendicarsi. Entra di soppiatto, uccide il bandito di guardia e ferisce ad un braccio Chaco. Questi temendo di andare incontro ad una lunga tortura, istiga Stubby offrendogli un crocefisso d'oro in cambio della prestazione di Bunny. Così Stubby lo uccide, e riparte, solo, verso l'orizzonte.

## Versioni
A causa della crudezza di alcune scene all'uscita nelle sale la versione originale del film ricevette il divieto per i minori di 18 anni, e perciò esistono diverse versioni del film. Per ottenere un abbassamento del divieto a 14 anni, il produttore fece tagliare molte delle scene più crude, realizzando così la seconda versione, ma il divieto venne lasciato comunque ai minori di 18 anni. In seguito, però, alcune di queste scene vennero reintegrate. Oggi il film è vietato ai minori di 14 anni in versione integrale.

## Curiosità
- Ennio De Concini scrisse la sceneggiatura di questo film ispirandosi ad una serie di racconti del 1868 pubblicati da Francis Brett Harte con il titolo di The Luck of Roaring Camp.
- In un'intervista Tomas Milian dichiarò che per la caratterizzazione del suo crudelissimo personaggio si era ispirato a Charles Manson, il serial killer capo della setta omicida conosciuta come "La Famiglia Manson" e responsabile fra l'altro della strage in cui trovò la morte Sharon Tate moglie del regista Roman Polański.
- Tomas Milian, in questo come in altri film italiani di produzione internazionale (ad esempio Tepepa), ha recitato in inglese e poi si è doppiato da sé in italiano.

## Colonna sonora
La musiche del film sono composte da Franco Bixio, Fabio Frizzi e Vince Tempera per le parole di Greenfield & Cook.
1. Movin' On (03:39)
2. Death's Song (02:35)
3. Serene Moments (02:59)
4. Bunny (Let's Stay Together) (03:54)
5. Farewell To The Friends (02:12)
6. On The Traces Of Chaco (01:26)
7. Slow Violence (02:11)
8. Was It All In The Vain (02:33)
9. The Swindler Of The Saloon (02:54)
10. Let Us Pray (02:56)
11. Chaco (01:51)
12. Stubby (You're Down And Out) (03:12)
13. Bunny Love Song (01:21)
14. Reawaken From The Trip (01:32)
15. I Quattro Dell Apocalise (Outtakes Suite) (21:47)

I brani sono eseguiti dal Cook and Benjamin Franklin Group, composto da Vince Tempera alla tastiera, Massimo Luca alla chitarra, Michele Seffer al basso e Franco Di Leo all'armonica con la partecipazione di Tony Esposito alle percussioni. Le canzoni sono in stile rock anni '70, un misto di psichedelia e dolcezza che si sposano perfettamente con l'atmosfera del film.

## Film all'estero
Il film all'estero è uscito come:
- Les quatre de l'apocalypse (Francia)
- Chaco - Banditen (Svezia)
- Chaco - Teloittaja (Finlandia)
- Four of the Apocalypse (USA)
- Os quatro do Apocalipse (Brasile)
- Verdammt zu leben - verdammt zu sterben! (Germania)